# Ричмонд (район Сан-Франциско)

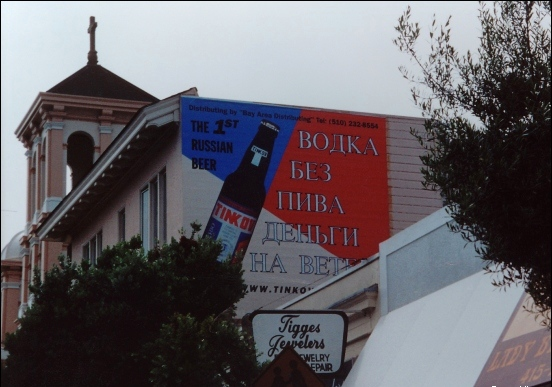
Рекламный плакат на бульваре Гири

Ричмонд (англ. Richmond) — район, расположенный на северо-западе Сан-Франциско. К югу от Ричмонда расположен парк «Золотые ворота», на западе район ограничивает берег Тихого океана, c севера — парк Пресидио и пляж Бейкер-Бич.
Район зародился в конце XIX века, а после землетрясения 1906 года развивался особенно быстро. До Второй мировой войны основу населения Ричмонда составляли евреи и ирландцы. После поправок в иммиграционном законодательстве в район хлынули потоки китайских иммигрантов. Иногда район даже называют «Новый Чайнатаун».
В Ричмонде представлена также большая русскоговорящая община. В основном русские жители сосредоточены вдоль бульвара Гири.